# Mahamane Ousmane
Mahamane Ousmane (* 20. ledna 1950, Zinder, Francouzská Západní Afrika (dnešní Niger)) je nigerský politik. V roce 1993 se stal prvním demokraticky zvoleným prezidentem Nigeru a čtvrtým prezidentem v pořadí od zisku nezávislosti. Své funkce prezidenta byl zbaven během státního převratu v roce 1996. Neúspěšně kandidoval v dalších prezidentských volbách a v letech 1999 až 2009 působil jako předseda Národního shromáždění. Od dubna 2020 působí jako předseda politické strany Demokratická a republikánská obnova, která je největší opoziční stranou.

## Prezidentské volby v roce 1993
V prezidentských volbách v roce 1993 kandidoval Ousmane za stranu Demokratická a sociální konvence. První kolo prezidentských voleb se konalo 27. února 1993 a Ousmane se ziskem 26,55 % hlasů obsadil druhé místo za vedoucím kandidátem Národního hnutí pro rozvoj společnosti Mamadou Tandjou. Ovšem s podporou voličů dalších koaličních stran druhé kolo voleb konaných 27. března Ousmane se ziskem 54,42 % hlasů vyhrál.

## V úřadu prezidenta
V září roku 1994 vydal Ousmane dekret, kterým byly omezeny pravomoci předsedy vlády. Brzy po jeho vydání z funkce předsedy vlády rezignoval Mahamadou Issoufou a vystoupil se svou Nigerskou stranou pro demokracii a socialismus z vládní koalice Aliance sil změny. Vládní koalice tak ztratila parlamentní většinu. Přesto Ousmane jmenoval svého spojence Souleye Abdoulaye novým předsedou vlády. Parlament však brzy vyslovil jeho vládě nedůvěru. V důsledku toho byly na leden 1995 vypsány předčasné parlamentní volby. V nich zvítězila opozice složená z Národního hnutí pro rozvoj společnosti a Nigerské strany pro demokracii a socialismus. Novým předsedou vlády se stal Hama Amadou.
Rivalita mezi prezidentem a předsedou vlády vyústila v zablokování vlády. Ousmane se od dubna 1995 odmítal účastnit zasedání Rady ministrů, ačkoliv to byla jeho ústavní povinnost. V červenci 1995 Amadou učinil personální změny na vedoucích pozicích státních společností a Ousmane se pokusil tento jeho krok zvrátit. Ve stejné době se Amadou pokusil převzít prezidentskou úlohu v Radě ministrů. Napětí dále eskalovalo a Ousmane dal veřejně najevo svůj úmysl rozpustit parlament a po uplynutí jednoho roku vyhlásit nové volby (ústava mu neumožňovala dřívější vyhlášení voleb).
Dne 27. ledna 1996 se moci chopil vojenským pučem generál Ibrahim Baré Maïnassara. Jako důvod k převratu uvedl politickou situaci v zemi. Ousmane byl zatčen a po dobu pěti dní držen ve vojenských kasárnách. Poté byl, podobně jako Amadou a Issoufou, umístěn do 24. dubna do domácího vězení.

## Prezidentské volby 1996 a 1999
Během prezidentských voleb konaných 7. až 8. července 1996 získal Ousmane 19,75 % hlasů. Volby v té době vyhrál již v prvním kole se ziskem 52,22 % hlasů Ibrahim Baré Maïnassara. Následující den po volbách byl Ousmane opět poslán do domácího vězení a propuštěn byl po dvou týdnech. Po prodemokratických demonstracích 11. ledna 1997 byl Ousmane spolu s Tandjou a Issoufouem opět uvězněn a propuštěn byl 23. ledna.
V prezidentských volbách konaných v roce 1999 obsadil Ousmane v prvním kole se ziskem 22,51 % hlasů třetí místo a do druhého kola voleb nepostoupil. Během parlamentních voleb konaných v listopadu 1999 zvítězila koalice Národního hnutí pro rozvoj společnosti a Demokratické a sociální konvence. Ousmane byl zvolen do národního shromáždění za volební obvod Zinder a 29. prosince 1999 byl zvolen předsedou Národního shromáždění.

## Kariéra po roce 2000
Na pátém mimořádném kongresu strany 18. září 2004 byl Ousmane opět vybrán za stranického kandidáta do prezidentských voleb konaných v listopadu 2004. V nich získal 17,4 % hlasů. Po parlamentních volbách konaných v prosinci 2004 obhájil pozici předsedy Národního shromáždění.
Poté, co se Tandja snažil vyhlásit ústavní referendum, které by mu umožnilo pokračovat ve funkci prezidenta, opustila Demokratická a sociální konvence v červnu 2009 vládní koalici. Ousmane prohlásil, že jeho strana chce respektovat ústavu a že Tandja musí respektovat rozhodnutí ústavního soudu, který konání referenda zamítl. S prohlubujícím se nepřátelstvím mezi bývalými koaličními partnery, vydaly úřady na podzim 2009 na Ousmaneho zatykač. Zatykač byl ve stejné době vydán i na Amadoua a Issoufoua. Po jednáních s Evropskou unií předseda vlády Ali Badjo Gamatié oznámil, že platnost zatykačů byla pozastavena, aby byl usnadněn dialog s opozicí. Ousmane tento krok uvítal jako vstřícný, ale požadoval propuštění osob, které byly podle jeho mínění politickými vězni. O dva týdny později však byly zatykače obnoveny, čímž se zmenšila naděje na další dialog znepřátelených stran. Ousmane i další vůdci opozice byli nigerskou vládou varování, že pokud se vrátí do Nigeru budou zatčeni. Tadja byl sesazen vojenským pučem dne 18. února 2010. Státní převrat umožnil Ousmanemu návrat do Nigeru, do kterého se vrátil 24. března 2010.